# Leptocarpus
Leptocarpus  es un género con dos especies de plantas herbáceas perteneciente a la familia Restionaceae. Es originario de Nueva Guinea y Australia.

## Especies deLeptocarpus
- Leptocarpus laxus (R.Br.) B.G.Briggs, Taxon 50: 891 (2001).
- Leptocarpus tenax (Labill.) R.Br., Prodr. Fl. Nov. Holl.: 250 (1810).